# Fort Caroline

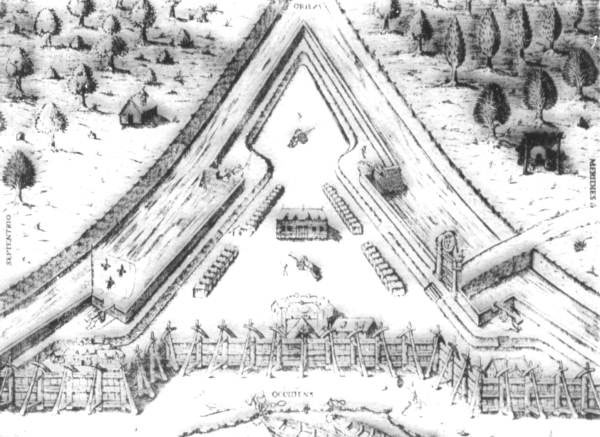
Fort Caroline in un'antica incisione

Fort Caroline fu la prima colonia francese permanente in Nord America, situata nell'odierna Jacksonville, Florida.

## Storia
Un gruppo di esploratori ugonotti guidato dall'ufficiale navale francese Jean Ribault arrivò nell'ubicazione del Fiume di Maggio (ora il fiume St. Johns) nel febbraio 1562. L'esplorazione si spostò poi verso nord a Port Royal Sound, denominato Charlesfort su Parris Island e ci rimase per un certo periodo di tempo. Ribault tornò in Europa per preparare i rifornimenti per la nuova colonia, ma fu arrestato in Inghilterra a causa di complicazioni sorte dalle Guerre di Religione Francesi.
Senza rifornimenti o autorità, e assediati dalle ostilità dei nativi Timucua, la maggior parte dei coloni seguirono René Goulaine de Laudonnière verso sud, dove fondarono Fort Caroline (o Fort de la Caroline) al di sopra del St. Johns Bluff il 22 giugno 1564. Il forte fu così nominato in onore del re francese regnante Carlo IX.

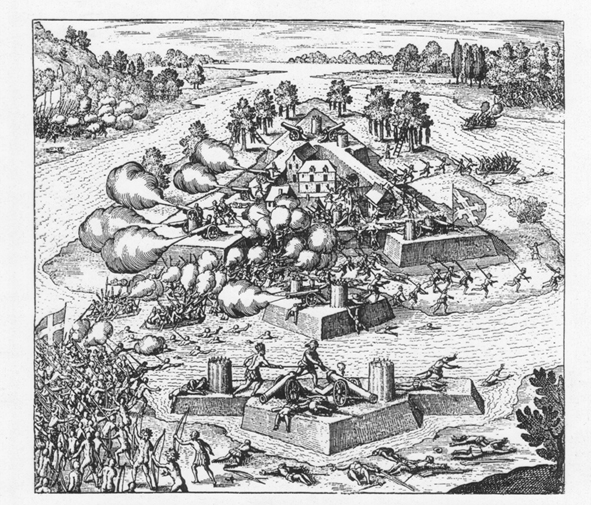
L'assalto a Fort Caroline

Nell'agosto del 1565, Ribault tornò a Fort Caroline per prendere il comando dell'insediamento. Dopo essere venuto a conoscenza della colonia spagnola di St. Augustine, solo 60 km verso sud, Ribault si organizzò con diverse navi che trasportavano 200 marinai e 400 soldati per mandar via gli spagnoli, ma fu sorpreso in mare da una violenta tempesta che durò diversi giorni. Pedro Menéndez de Avilés, il governatore della Florida per la Spagna, ne approfittò: facendo marciare le sue truppe via terra, sorprese il presidio di Fort Caroline all'alba del 20 settembre, il quale allora contava circa dalle 200 alle 250 persone. Gli spagnoli attaccarono e uccisero la maggior parte dei difensori, fatta eccezione per circa 50 donne e bambini che furono fatti prigionieri e 26 difensori che progettarono la fuga, incluso de Laudonnière. Per quanto riguarda gli uomini della flotta di Ribault, molti annegarono; gli spagnoli raccolsero circa 350 sopravvissuti (incluso Ribault), a sud della costa dove le loro navi furono distrutte, solo per ucciderli e risparmiandone circa 20 (Ribault escluso). Il luogo è conosciuto oggi con il nome di un forte costruito molto dopo, Fort Matanzas (Fort Massacre). Questo massacro mise fine ai tentativi francesi di colonizzare la Florida.
Gli spagnoli continuarono ad occupare il forte. Nell'aprile del 1568, Dominique de Gourgues guidò una forza francese la quale attaccò e bruciò il forte. Gli spagnoli lo ricostruirono, solo per abbandonarlo definitivamente l'anno successivo. L'esatta ubicazione dell'insediamento è sconosciuta.

## Ricostruzione
Fort Caroline fu riconosciuto come National Memorial il 21 settembre 1950, e istituito il 16 gennaio 1953. Il memoriale include una ricostruzione in scala del forte, basata su resoconti storici, e un centro visitatori. Il memoriale è amministrato insieme al Timucuan Ecological and Historic Preserve. Come tutte le aree storiche amministrate dal National Park Service, il memoriale fu inserito nelle liste del National Register of Historic Places il 15 ottobre 1966.